# 鈴木敏夫 (文化放送)
鈴木 敏夫（すずき としお、1964年1月29日 - ）は、文化放送 コンテンツ局 報道スポーツセンター解説委員・元アナウンサー。アナウンサー時代に「鈴木 びん」というマイクネームを使用していた時期がある。奈良県大和高田市出身。

## 来歴
関西学院大学法学部卒業後、1988年に入社した。入社当初はスポーツアナウンサーとしてキャリアを始めるが、2年目に『15はドキドキ ピンクコング3』を担当して以降、バラエティから報道まで幅広く番組を担当する。2003年、アナウンス室から報道部に異動し、報道記者に転身した。2017年7月に報道スポーツセンターのデスクから部長に昇進した。2023年より解説委員を務める。2024年1月に正社員定年を迎えたが、引き続き解説委員を務める。
趣味は旅行、落語、映画鑑賞（映画ペンクラブ会員）。

## 出演番組

### 現在の出演番組
- 長野智子アップデート
- 田村淳のNewsCLUB
- 伊東四朗 吉田照美 親父・熱愛
- ニュース・パレードダイジェスト

### 過去の出演番組
アナウンサー時代
- 吉田照美のやる気MANMAN!
- 15はDOKI DOKI ピンクコング3（1989年度ナイターオフ番組）
- 梶原しげるの本気でDONDON（探検隊員・マイクネームは「ジャーナリストびん」）
- 伊東四朗のあっぱれ土曜ワイド
- ライオン サウンドNo.17・聖飢魔IIの電波帝国（2代目アシスタント）
- 激プロネットワーク
- 激闘!SWSプロレス
- びんびんスポーツステーション
- シドニー五輪民放ラジオ統一番組（シドニー側キャスター）

報道記者転身後
- 高木美保 close to you
- 玉川美沙 ハピリー
- The News Masters TOKYO
- 斉藤一美 ニュースワイドSAKIDORI!
  - 文化放送と新潟放送でのニュース・パレードのエンディング提供読みも担当。
- 文化放送フライデープレミアム「笑いは不屈!座布団10枚の落語人生」（6代目三遊亭円楽追悼番組、2022年12月30日）

## 制作番組
プロデューサーとして、報道特番（主にドキュメンタリー）の企画制作を手掛けている。
- 文化放送ウェンズデープレミアム 「4つの空白～拉致事件から35年」（2013年） - 日本民間放送連盟賞 番組部門（ラジオ報道番組）優秀賞
- アーサー・ビナード 「探しています」（2016年） - 日本民間放送連盟賞 番組部門（ラジオ報道番組）最優秀賞（戦後70年特別企画としてレギュラー放送した番組の再編集版）
- 文化放送報道スペシャル「戦争はあった」（2020年） - 第46回放送文化基金賞 番組部門 ラジオ番組優秀賞および日本民間放送連盟賞 番組部門（ラジオ報道番組）優秀賞（アーサー・ビナードが出演）
- 「象のラジオ〜キャンティの時代」（2023年）−日本民間放送連盟賞優秀賞（ラジオエンターテインメント部門）
- 「文化放送年末スペシャル　小松左京クロニクル　日本沈没を探して」（2023年）−ギャラクシー賞（ラジオ部門選奨）
- 「小松左京クロニクル　日本沈没を探して　初語り」（2024年）−日本民間放送連盟賞優秀賞（ラジオ教養部門東京地区1位)